# Красне (Замойский повет)
Красне (пол. Krasne) — деревня в Замойском повете Люблинского воеводства Польши. Входит в состав гмины Стары-Замость. Находится примерно в 17 км к северу от центра города Замосць. По данным переписи 2011 года, в деревне проживало 565 человек.
В 1975—1998 годах деревня входила в состав Замойского воеводства.

## Население
Демографическая структура по состоянию на 31 марта 2011 года:
|         | Всего | До трудоспособного возраста | Трудоспособного возраста | Старше трудоспособного возраста |
| ------- | ----- | --------------------------- | ------------------------ | ------------------------------- |
| Мужчины | 268   | 50                          | 177                      | 41                              |
| Женщины | 297   | 65                          | 159                      | 73                              |
| Всего   | 565   | 115                         | 336                      | 114                             |